# Чайковский, Борис Александрович
Бори́с Алекса́ндрович Чайко́вский (10 сентября 1925, Москва — 7 февраля 1996, там же) — советский и российский композитор, пианист, педагог. Народный артист СССР (1985). Лауреат Государственной премии СССР (1969). Заслуженный деятель искусств РСФСР (1969).

## Биография
Родился 10 сентября 1925 года в Москве. Отец — специалист по статистике и экономической географии Александр Мартынович Чайковский (1874—1939), мать — врач Татьяна Васильевна Чайковская (1891—1950). Родители хорошо знали литературу и искусство, любили музыку. Этическая основа, заложенная родителями, на всю жизнь стала внутренним стержнем композитора.
В детстве жил и учился в общеобразовательной школе в Даевом переулке. Первым преподавателем музыки был Николай Леонидович Славин.
В 1934 году поступил в Гнесинскую музыкальную школу (педагоги — А. Н. Головина, Е. Ф. Гнесина, Е. О. Месснер). Потом два года учился в Музыкальном училище имени Гнесиных (педагоги Е. О. Месснер, В. Я. Шебалин, Е. Ф. Гнесина, И. В. Способин, А. Ф. Мутли). В 1941 году поступил в Московскую консерваторию им. П. И. Чайковского, которую окончил в 1949 году по классу фортепиано у Л. Н. Оборина, композиции — у Н. Я. Мясковского, В. Я. Шебалина и Д. Д. Шостаковича.
Некоторое время работал редактором на Всесоюзном радио.
В 1952 году принял решение полностью посвятить себя композиции. Создал множество музыкальных произведений разных жанров. Отличался редкой способностью: сначала создавал большие музыкальные фрагменты в воображении, затем играл их на инструменте по памяти, и только после этого записывал музыку начисто в партитуру. Любил изобретательство, технику.
С 1989 года — профессор кафедры композиции Государственного музыкально-педагогического института имени Гнесиных (с 1992 — Российская академия музыки имени Гнесиных). Среди его учеников — Ю. Б. Абдоков, С. М. Прокудин.
Вместе с Н. И. Пейко был свидетелем ареста композитора М. С. Вайнберга 6 февраля 1953 года. М. С. Вайнберг посвятил Борису Чайковскому Камерную симфонию № 4 ор. 153 (1992) для струнного оркестра и кларнета (1992), а также Сонату № 6, ор. 73 (1960) для фортепиано.
Входил в руководящие органы Союза композиторов СССР.
Борис Александрович Чайковский умер 7 февраля 1996 года в Москве. После отпевания 10 февраля в церкви Преображения Господня похоронен на Армянском кладбище (участок № 3).

### Семья
- Жена — Янина-Ирена (в крещении — Иоанна) Иосифовна Мошинская (1920—2013), основатель Общества по сохранению и изучению творческого наследия Б. А. Чайковского. Окончила МГК им. П. И. Чайковского по классу В. А. Цуккермана и И. В. Способина. Похоронена рядом с мужем.

## Творчество
Вот что писал о Борисе Чайковском его современник Моисей Вайнберг:

Его симфонии, концерты, квартеты, сонаты показывают, что нет отмирающих жанров, ибо в лаборатории, где царствует талант, любой жанр является в основном стимулом и толчком для фантазии, вдохновения, общения с людьми, реализации вынашиваемых или спонтанно возникающих идей.

### Основные сочинения
- опера «Звезда» (1949, не окончена)

Оркестровые произведения
- Четыре симфонии (1947, 1967, 1980 — «Севастопольская», 1993 — «Симфония с арфой»)
- «Шествие» (1946)
- Фантазия на русские народные темы (1950)
- Славянская рапсодия (1951)
- Симфониетта для струнных (1953)
- Каприччио на английские темы (1954)
- Увертюра (1957)
- Камерная симфония (1967)
- Тема и восемь вариаций (1973)
- Шесть этюдов для струнных и органа (1976)
- Четыре прелюдии для камерного оркестра (1984)
- «Подросток», симфоническая поэма по Ф. Достоевскому (1984)
- «Ветер Сибири», симфоническая поэма (1984)
- «Музыка для оркестра» (1987)
- Прелюдия «Колокола» (1996, не окончена)

Концерты
- Концерт для кларнета и камерного оркестра (1957)
- Концерт для виолончели с оркестром (1964)
- Концерт для скрипки с оркестром (1969)[4]
- Концерт для фортепиано с оркестром (1971)

Камерные сочинения
- Этюд для фортепиано (1935)
- Сюита для виолончели соло (1960)
- Десять пьес для фортепиано (1935, 1938)
- Пять прелюдий для фортепиано (1936)
- Пассакалия и фуга для флейты, гобоя, кларнета, валторны, скрипки, альта, виолончели и контрабаса (1940-е)
- Две сонаты для фортепиано (1944, 1952)
- Прелюдия для фортепиано (1945)
- Марш для фортепиано (1945)
- Сонатина для фортепиано (1946)
- Восемь детских пьес для фортепиано (1952)
- Трио для фортепиано, скрипки и виолончели (1953)
- 6 струнных квартетов (1954, 1961, 1967, 1972, 1974, 1976)
- Трио для скрипки, альта и виолончели (1955)
- Соната для виолончели и фортепиано (1957)
- Соната для скрипки и фортепиано (1959)
- Квинтет для фортепиано, двух скрипок, альта и виолончели (1962)
- «Военная сюита» для двух скрипок, альта, виолончели и кларнета (1964)
- Партита для виолончели и камерного ансамбля (1966)
- Два этюда для фортепиано (1972, 1980)
- Соната для двух фортепиано (1973)
- Кантата «Знаки Зодиака» на стихи Ф. И. Тютчева, А. Блока, М. Цветаевой и Н. Заболоцкого) (1974)
- Марш (строевой) для духового оркестра (1988)
- Секстет для духовых инструментов и арфы (1990)
- Две пьесы для балалайки и фортепиано (1991)
- Пентатоника (шесть легких пьес для фортепиано) (1993)
- Натуральные лады (семь миниатюр для фортепиано) (1993)

Вокальные сочинения
- Вокальные циклы на стихи М. Ю. Лермонтова (1940), А. С. Пушкина («Лирика Пушкина», 1972), Ф. И. Тютчева, Н. А. Заболоцкого («Последняя весна», 1980), И. А. Бродского («Четыре стихотворения И. Бродского», 1965) для голоса и фортепиано или камерных ансамблей
- «Из Киплинга» для меццо-сопрано и альта (1994)
- Музыка к театральным спектаклям, радиопостановкам и др.

### Музыка к радиопостановкам
- 1951 — Песня о партизане Бенко
- 1952 — Волга-Дон
- 1952 — После бала
- 1953 — Сто огней
- 1953 — Лес шумит
- 1953 — Ангел-хранитель из Небраски
- 1954 — Мамита Юнай
- 1955 — Прекрасная Инасия
- 1956 — Граждане
- 1956 — Легенда о завещании мавра
- 1963 — Большая руда

### Музыка к радиопостановкам для детей
- 1954 — Свинопас (по сказке X. К. Андерсена)
- 1955 — Сказки Андерсена
- 1955 — Новое платье короля (по сказке X. К. Андерсена)
- 1955 — Волшебный барабан (по пьесе Дж. Родари)
- 1956 — Оловянный солдатик (по сказке X. К. Андерсена)
- 1956 — Слонёнок пошел учиться
- 1958 — Калоши счастья (по сказке X. К. Андерсена)
- 1959 — У Слонёнка день рождения
- 1962 — Пингвинёнок
- 1965 — Слонёнок-турист
- 1971 — Кот в сапогах
- 1978 — Слонёнок заболел
- 1979 — Папа, мама, Капа и Волк

### Музыка к драматическим спектаклям
- 1947 — «Огни Москвы» (Театр-студия киноактёра)
- 1954 — «Гибель эскадры» А. Е. Корнейчука (Центральный Театр Советской Армии)
- 1955 — «Моя фирма» С. Л. Лунгина и И. И. Нусинова (Московский драматический театр им. К. С. Станиславского)
- 1957 — «Гасан — искатель счастья» Е. В. Сперанского (Центральный театр кукол под руководством С. Образцова)
- 1964 — «Объяснение в ненависти» И. В. Штока (Театр им. Моссовета).
- 1985 — «Требую суда!» О. Перекалина (Театр-студия киноактёра).

### Фильмография
- 1951 — Помни и соблюдай правила пожарной безопасности (анимационный) (режиссёры И. Аксенчук и А. Иванов)
- 1952 — Опасный рельс (режиссёр Х. Шмайн)
- 1953 — Ворона и лисица, кукушка и петух (анимационный) (режиссёр И. Аксенчук)
- 1956 — Убийство на улице Данте (режиссёр М. Ромм)
- 1956 — Ты молодец, Анита! (режиссёры В. Кочетов и Е. Некрасов)
- 1957 — Обыкновенный человек (режиссёр А. Столбов)
- 1958 — Хождение за три моря (совм. с А. Бисвасом) (режиссёры В. Пронин и А. Ходжа Ахмад)
- 1958 — В дни Октября (режиссёр С. Васильев)
- 1959 — Заре навстречу (режиссёр Т. Лукашевич)
- 1959 — Анюта (короткометражный) (режиссёр М. Анджапаридзе)
- 1960 — Серёжа (режиссёры Г. Данелия и И. Таланкин)
- 1961 — В пути (короткометражный) (режиссёр М. Анджапаридзе)
- 1962 — Трамвай в другие города (короткометражный) (режиссёр Ю. Файт)
- 1963 — Пропало лето (режиссёры Р. Быков и Н. Орлов)
- 1963 — Фитиль (киножурнал), № 7 «Прочь с дороги!» (режиссёр Е. Шорох), «Жертва» (режиссёр М. Анджапаридзе)
- 1963 — Большой фитиль (совм. с др.)
- 1964 — Пока фронт в обороне (режиссёр Ю. Файт)
- 1964 — Женитьба Бальзаминова[5] (режиссёр К. Воинов)
- 1965 — Дорога к морю (режиссёр И. Поплавская)
- 1966 — Мальчик и девочка (режиссёр Ю. Файт)
- 1966 — Айболит-66 (режиссёр Р. Быков)
- 1967 — Осенние свадьбы (режиссёр Б. Яшин)
- 1968 — Первая девушка (режиссёр Б. Яшин)
- 1969 — Гори, гори моя звезда (режиссёр А. Митта)
- 1971 — Нюркина жизнь (режиссёр А. Бобровский)
- 1974 — Москва, любовь моя (режиссёры А. Митта и К. Ёсида яп. 吉田憲二)
- 1974 — Ливень (режиссёр Б. Яшин)
- 1976 — Долги наши (режиссёр Б. Яшин)
- 1976 — Собственное мнение (режиссёр Ю. Карасик)
- 1977 — Лоскутик и Облако (анимационный) (режиссёр Р. Страутмане)
- 1978 — Уроки французского (режиссёр Е. Ташков)
- 1978 — Расмус-бродяга (режиссёр М. Муат)
- 1978 — Как тоску одолели (анимационный) (режиссёр Ю. Трофимов)
- 1979 — Северная сказка (анимационный) (режиссёр Р. Страутмане)
- 1983 — Подросток (режиссёр Е. Ташков)
- 1984 — Зелёный остров (режиссёр Ю. Файт)
- 1987 — Ловкачи (режиссёр Е. Ташков)

Примечание: в некоторых базах данных ошибочно указано, что музыка к кинофильму «Обыкновенное чудо» (1964) написана Б. А. Чайковским. На самом деле, одним из авторов музыки к этому кинофильму является старший брат Бориса Чайковского — Владимир Александрович Чайковский, выпускник Московской консерватории, который в середине 1950 годов был заведующим музыкальной частью Московского Театра киноактера, где в 1956 году Э. Гариным был поставлен спектакль по пьесе Е. Шварца. Эта информация содержится в книге Е. М. Биневича «Евгений Шварц. Хроника жизни» (Издательство «ДНК», 2008. ISBN 978-5-901562-80-2), где также сказано, что премьера состоялась 18 января 1956 года, и указано: художник Б. Р. Эрдман, музыкальное оформление В. А. Чайковского и Л. А. Рапопорт; в роли Хозяина — К. Барташевич, хозяйки — Н. Зорская; Медведя — В. Тихонов, Короля — Э. Гарин, Принцессы — Э. Некрасова, министра-администратора — Г. Георгиу, первого министра — А. Добронравов, Эмилии — В. Караваева, Эмиля — В. Авдюшко, охотника — А. Пинтус, палача — Г. Милляр. Через восемь лет после премьеры спектакля Э. Гарин приступил к съёмкам кинофильма, и многие из игравших в спектакле артистов были приглашены участвовать в съёмках. Также в фильме использована музыка тех же авторов (В. А. Чайковский и Л. А. Рапопорт). На авторство музыки В. А. Чайковского указывают и титры фильма, в которых на 2 мин. 25 сек. видно: «Композиторы В. Чайковский, Л. Рапопорт». Фильм «Обыкновенное чудо» отсутствует и в официальном нотографическом справочнике сочинений Б. А. Чайковского.

### Участие в фильмах
- 1996 — Борис Чайковский. Последние встречи (документальный)

### Архивные кадры
- 2005 — Борис Чайковский. Он жил у музыки в плену (документальный)

## Награды и звания
- Заслуженный деятель искусств РСФСР (1969)
- Народный артист РСФСР (1982)
- Народный артист СССР (1985)
- Государственная премия СССР (1969) — за 2-ю симфонию
- Премия мэрии Москвы в области литературы и искусства (1996) — за музыкально-просветительскую деятельность (посмертно)

## Память
24 октября 2000 года было принято постановление правительства Москвы «О присвоении имени Бориса Александровича Чайковского Детской музыкальной школе №60» (в настоящее время - ГБУДО г. Москвы «ДМШ им. Б.А.Чайковского»). В 2002 году состоялось торжественное открытие в ней кабинета-музея Б.А.Чайковского, в котором регулярно проводятся тематические уроки, посвященные творчеству композитора, лекции-концерты, встречи с его учениками и коллегами.